# Guidan Tinao (Guidan Amoumoune)
Guidan Tinao (auch: Ghidentino, Guidan Tounaou, Guidan Touno) ist ein Weiler in der Landgemeinde Guidan Amoumoune in Niger.

## Geographie
Der Weiler befindet sich rund 14 Kilometer südwestlich des Hauptorts Guidan Amoumoune der gleichnamigen Landgemeinde, die zum Departement Mayahi in der Region Maradi gehört. Zu den Siedlungen in der näheren Umgebung von Guidan Tinao zählen Koudoubaraou im Nordosten, El Moctar im Osten, Amani Aréwa im Südosten und Guidan Wari im Südwesten.
Es herrscht das Klima der Sahelzone vor, mit einer durchschnittlichen jährlichen Niederschlagsmenge zwischen 300 und 400 mm. Die Landschaft zwischen den Trockentälern Goulbin Kaba und Tarka, in der der Weiler liegt, ist von alten, unbeweglichen Dünen geprägt.

## Geschichte
Der britische Reiseschriftsteller A. Henry Savage Landor passierte Guidan Tinao am 25. September 1906 im Rahmen seiner zwölfmonatigen Afrika-Durchquerung. Er erwähnte die zahlreichen Lagergebäude im Weiler.

## Bevölkerung
Bei der Volkszählung 2012 hatte Guidan Tinao 168 Einwohner, die in 25 Haushalten lebten. Bei der Volkszählung 2001 betrug die Einwohnerzahl 112 in 14 Haushalten.
Die Bevölkerungsdichte in diesem Gebiet ist für nigrische Verhältnisse hoch.

## Wirtschaft und Infrastruktur
Das Gebiet der Ebenen im südlichen Teil der Region Maradi, wo sich Guidan Tinao befindet, ist von einer anhaltenden Degradation der ackerbaulichen Flächen gekennzeichnet, die mit der hohen Bevölkerungsdichte in Zusammenhang steht.